# Mallophora nigritarsis
Mallophora nigritarsis är en tvåvingeart som först beskrevs av Fabricius 1805.  Mallophora nigritarsis ingår i släktet Mallophora och familjen rovflugor. Inga underarter finns listade i Catalogue of Life.